# Neritos carmen
Neritos carmen är en fjärilsart som beskrevs av William Schaus 1905. Neritos carmen ingår i släktet Neritos och familjen björnspinnare. Inga underarter finns listade i Catalogue of Life.